# Marktsackpfeife
La Marktsackpfeife ou abrégé Marktsack (littéralement « Cornemuse de marché »), également connu sous le nom de « grande cornemuse médiévale allemande » (parfois abrégé en MSP), qui vient de l'allemand « Große Mittelalterliche Sackpfeife » fait généralement référence à un type de cornemuse qui a été développé en Allemagne de l'est au début des années 80, pour être joué dans les foires, les marchés et fêtes médiévales.
Le terme Starksackpfeife (cornemuse forte) lui est préferé par quelques personnes dont Roman Streisand.
C'est une interprétation moderne d'une certaine catégorie de cornemuse médiévale (du XIIIe au XVIe), à un seul bourdon et d'un  chalumeau à perce conique doté d'une anche double.

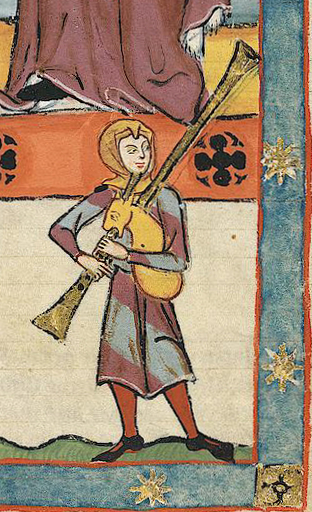
Cornemuse médiévale (Codex Manesse, Bibliographie universitaire d'Heidelberg) XIV^{ème} siècle

.

## Description
On trouve des représentations de ces cornemuses dans des sources médiévales (iconographies et manuscrits). Celles-ci sont caractérisées par de larges pavillons évasés au sommet du chalumeau (hautbois) et des bourdons, une forme conique apparente du chalumeau et un volume sonore de fait assez conséquent, au moins égal à la Great Highland bagpipe (Grande cornemuse écossaise, GHB).
Comme aucun chalumeau de ce type de cornemuse n'a survécu et/ou n'a été retrouvé jusqu'à présent, la Marktsackpfeife doit être classée comme un instrument de musique purement moderne dont l'aspect extérieur est historiquement reconstitué. Les chalumeaux de Marktsack utilisent généralement des anches doubles en plastique ou en roseau Arundo donax et les bourdons fonctionnent généralement avec des anches simples fabriquées dans les mêmes matériaux. Les alésages internes (perce) des chalumeaux (aussi appelé : hautbois) sont coniques avec un évasement prononcé à l'extrémité jusqu'aux pavillons.
Cette cornemuse est considérée comme appartenant à la famille des « hauts-instruments », comme le Rauschpfeife, la trompette de ménestrel  ou les tambours.
« Haut-instrument » fait référence à la puissance sonore, à l'opposé des « bas instruments » de volume sonore moindre et utilisés en intérieur. Au moyen-âge, ils sont joués par les « Hauts-ménestrels » , avec l'apparition des bandes ménétrières qui jouent à l'extérieur à l'occasion de fêtes ou de cérémonies.

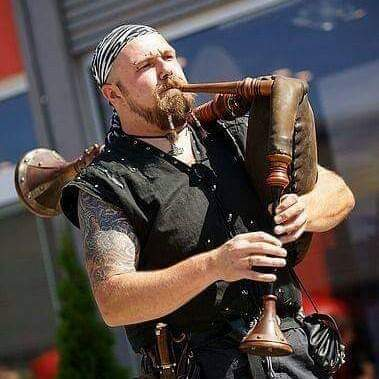
Joueur de Marktsackpfeife (Magnus Drengrson)
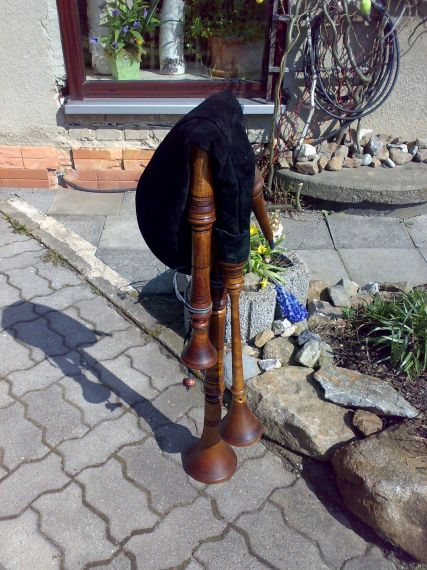
Marktsackpfeife en La mineur (standard)

## Origines et développement
Les premières tentatives de reconstitution de cornemuses  médiévales ont été faites dès les années 1970 en Allemagne de l'est, mais les seules sources disponibles étaient extraites de l'art médiéval et quelques descriptions dans des  écrits sans exemple physique à étudier et à copier. Le type de cornemuse, qui allait progressivement évoluer vers la Marktsack, a été réalisé par le facteur d'instruments Klaus Stecker et le passionné de Musique ancienne Roman Streisand au début des années 1980 en Allemagne de l'Est, qui souhaitaient tous deux créer une cornemuse dont le volume sonore global soit au moins comparable à celui de la Great Highland Bagpipe (cornemuse écossaise), essentiellement pour jouer en extérieur.
Au cours de leur collaboration, K. Stecker a construit et donné à R. Streisand  plusieurs chalumeaux accordés en Fa; plusieurs modifications, comme la hauteur de ces chalumeaux a été progressivement élevée du Fa# au Sol et enfin au La. La possibilité de jouer en mode dorien et/ou en mode éolien était à l'origine dictée par les sources musicales historiques jouées par M. Streisand et ses compagnons à cette époque.
Ce type d'accordage et de mode s'est avéré très efficace au cours de la décennie suivante et est depuis considéré comme la norme. Les anches utilisées à sa création étaient issues d'anches de hautbois modifiées, et se sont progressivement rapprochées des anches de cornemuses écossaises mais modifiées voir tout simplement adaptées.

## Tonalités
(On parle dans cet article uniquement du mode mineur naturel, et non des autres modes mineurs).
Le chalumeau de la Marktsack possède sept trous pour les doigts à l'avant et un trou pour le pouce à l'arrière.
Il présente une gamme allant d'un ton entier plus bas que la tonique (La = 440 Hz) à une octave au-dessus.
Les neuf notes de l'échelle du chalumeau sont: sol', la', si', do", ré", mi", fa#", sol", la".
Le chalumeau joue donc en «La mode dorien» et utilise le système de doigté allemand standard, également connu sous le nom de «doigté ouvert ».
L'Intonation juste est privilégiée par la plupart des facteurs, bien que l'accord pythagoricien et le tempérament égal soient également utilisés.
| ton  | écart par rapport au tempérament égal (en %) |
| sol' | −4                                           |
| la'  | 0                                            |
| si'  | +4                                           |
| do"  | +16                                          |
| ré"  | −2                                           |
| mi"  | +2                                           |
| fa#" | −16                                          |
| sol" | −4                                           |
| la"  | 0                                            |

Selon le type d'anche et de fabricant (facteur), une large gamme de demi-tons chromatiques via le doigté fourche/croisé peut être obtenue.
Une méthode fonctionnelle pour générer un fa au lieu de fa# peut être considérée comme un standard parmi presque tous les types de Marktsack qui sont accordées en La. De plus, de nombreux fabricants construisent des chalumeaux de MSP capables de générer des demi-tons comme do#'‘, sol#'‘ et ré#.
| ton   | écart par rapport au tempérament égal (en %) |
| do#"  | −14                                          |
| ré#"  | −10                                          |
| fa"   | +14                                          |
| sol#" | −12                                          |

Si tous les demi-tons mentionnés ci-dessus peuvent être produits, les gammes suivantes, (en plus du La Mode dorien) peuvent être jouées sur la MSP:
- ACDEG: la, do, ré, mi, sol (Gamme pentatonique)
- Sol (G) Mode majeur
- La (A) Mode majeur
- La (A) La mineur naturel
- La (A) Mode dorien
- La (A)  Mode mixolydien
- La (A)  Mode lydien

En plus de cela, des modèles assez courants accordés en Ré (D) mineur et Mi (E) mineur (aigu et grave) sont également très fréquemment utilisés, utilisant toujours avec le même doigté.
Ils sont tous de tailles différentes, comme les différents types de flûte à bec (basse, alto, soprano...) ou de la famille des hautbois, aussi déclinés en plusieurs tonalités. Les modèles graves sont beaucoup plus grands et encombrants que les modèles aigus.

### Liste des modèles courants
| Type de tonalités (note tonique) | ton du Bourdon de basse | notes jouables |
| La4 (aigu)                       | La2                     | Sol4 à La5     |
| Mi4 (aigu)                       | Mi2                     | Ré4 à Mi5      |
| Ré4 (aigu)                       | Ré2                     | Do4 à Ré5      |
| La3 (Marktsack standard)         | La1                     | Sol3 à La4     |
| Mi3 (grave)                      | Mi1                     | Ré3 à Mi4      |
| Ré3 (grave)                      | Ré1                     | Do3 à Ré4      |
| La2 (grave)                      | La0                     | Sol2 à La3     |

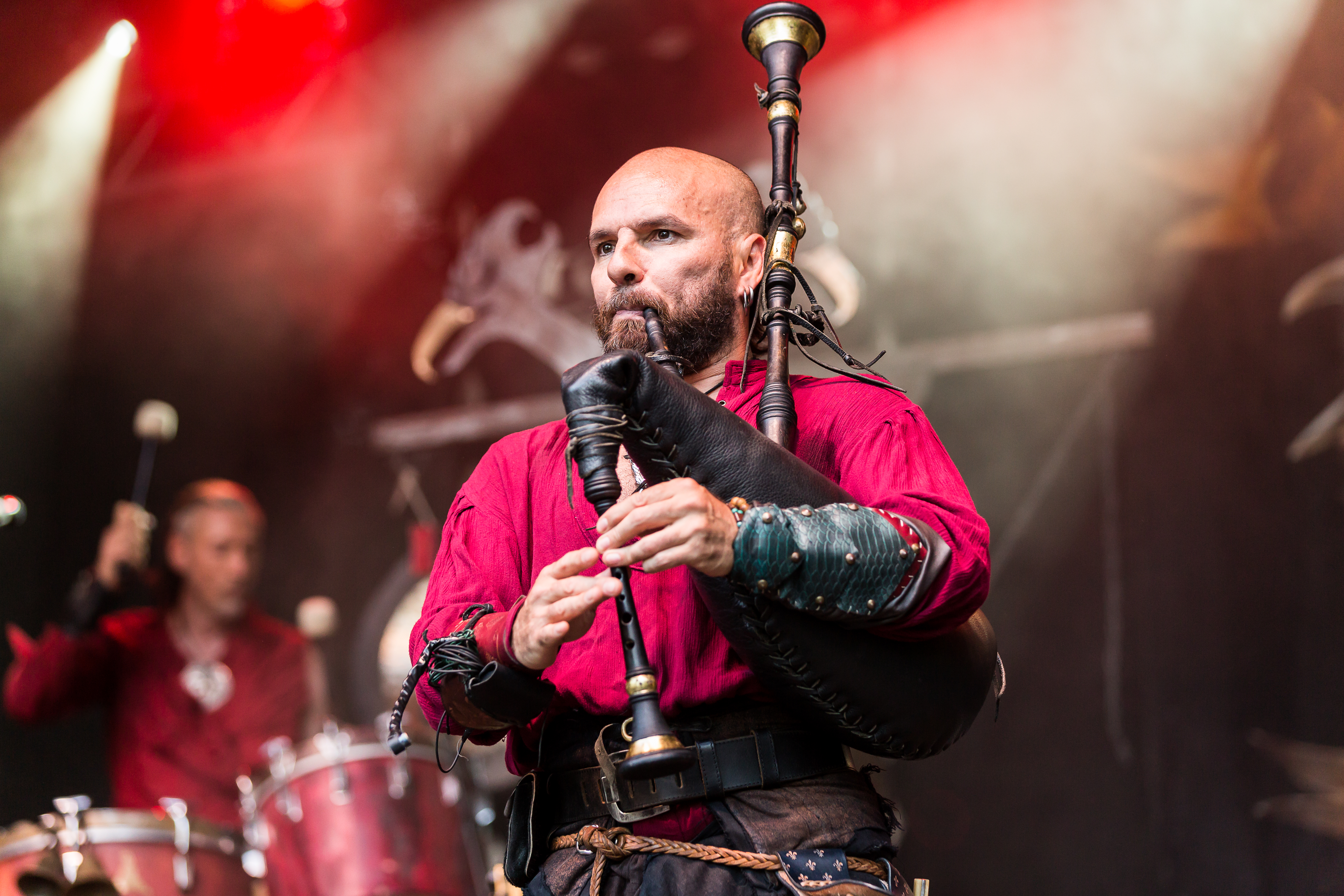
Marktsackpfeife en Ré4 (aigu), Corvus Corax
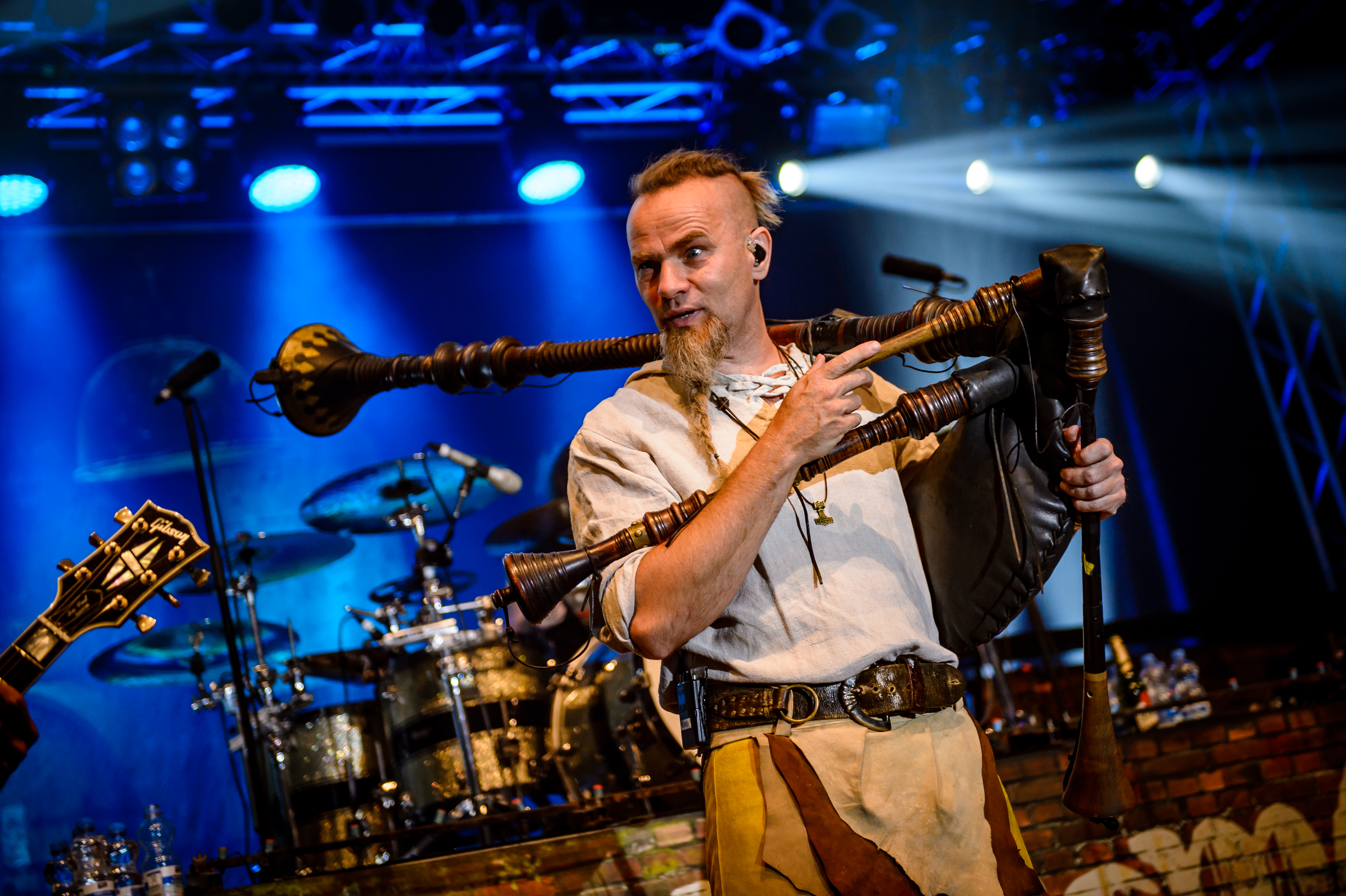
Marktsackpfeife en Ré3 (grave), Boris Pfeiffer d'In Extremo

On observe bien sur les deux photos ci-dessus la différence de taille en fonction de la hauteur de tonalité (en Ré4 puis Ré3).
Certains facteurs d'instruments proposent aussi des modèles en Sol mineur (en grave et/ou aigu) avec comme notes jouables de Fa' au Sol" , mais ils sont assez peu utilisés et répandus.

### Bourdons supplémentaires
L'ajout de bourdons supplémentaires est assez courant comme les bourdons de quinte et/ou d'octave de la note tonique.
Le bourdon de basse, toujours présent, sonne deux octaves sous la tonique (exemple: pour La= 440Hz, le bourdon de basse sonne un La à 110Hz).
On trouve donc au total systématiquement 1 bourdon et jusqu'à 4 ou 5 suivant les demandes.

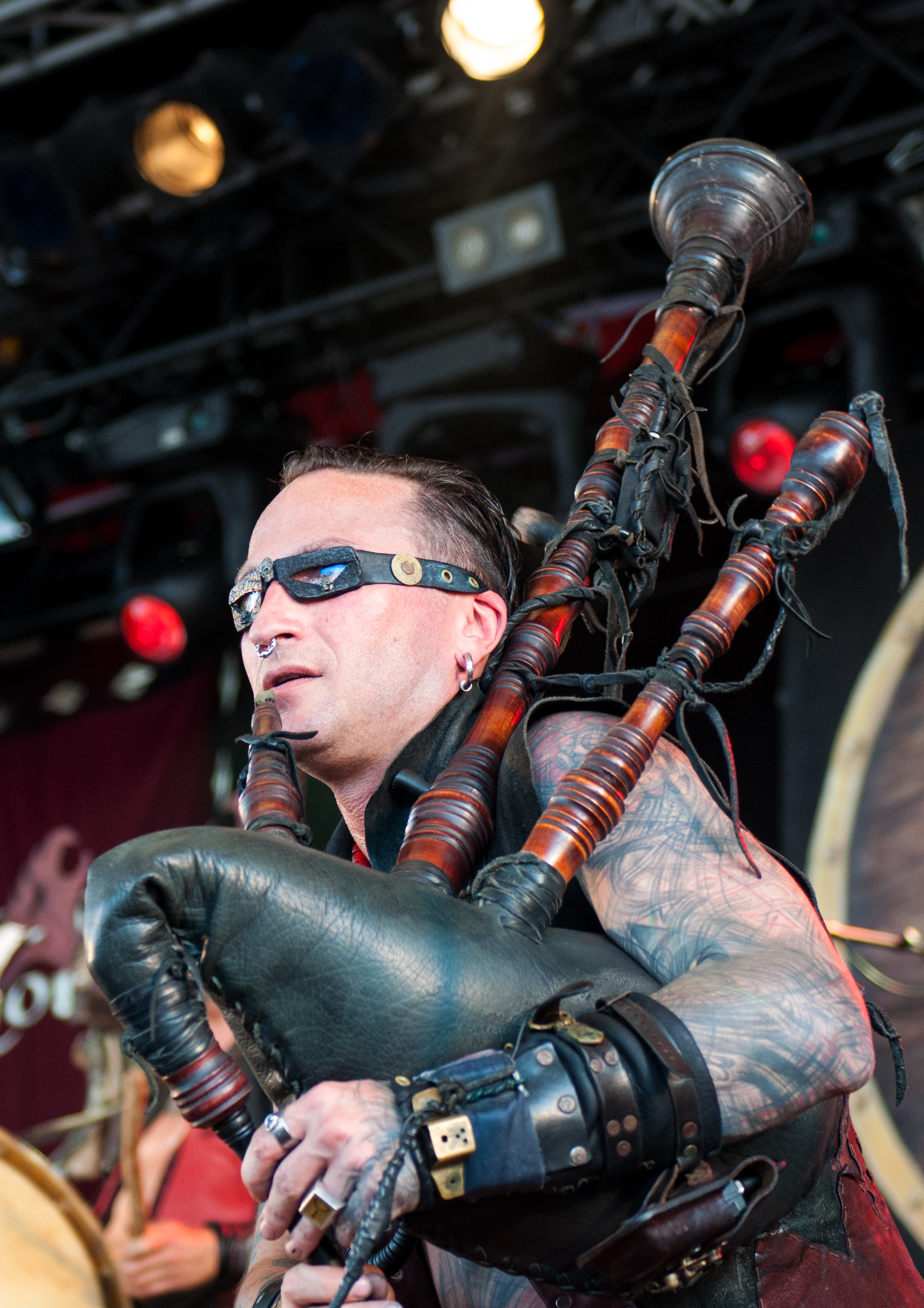
Exemple de Marktsack avec bourdons de basse et de quinte

## Variantes proches

### Similarités avec le Rauschpfeife
Les facteurs d'instruments proposent d'ailleurs des Rauschpfeife modernes désigné souvent comme "Rauschpfeife médiéval", accordés sur le même modèle que la Marksackpfeife. La partie du chalumeau est généralement identique à la Marktsack (ou légèrement allongée après le 8ème trous) et est dotée d'une capsule en bois recouvrant l'anche et se jouant directement en bouche.

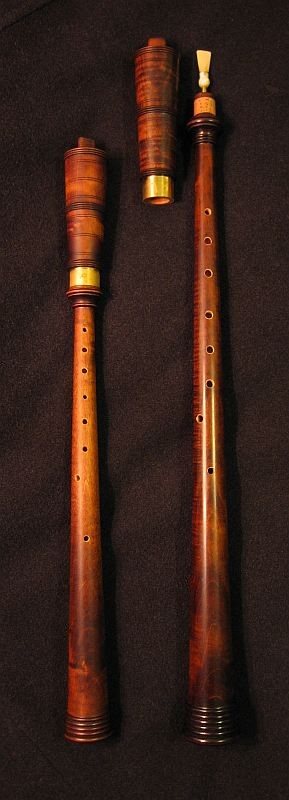
Rauschpfeife historique (Renaissance)
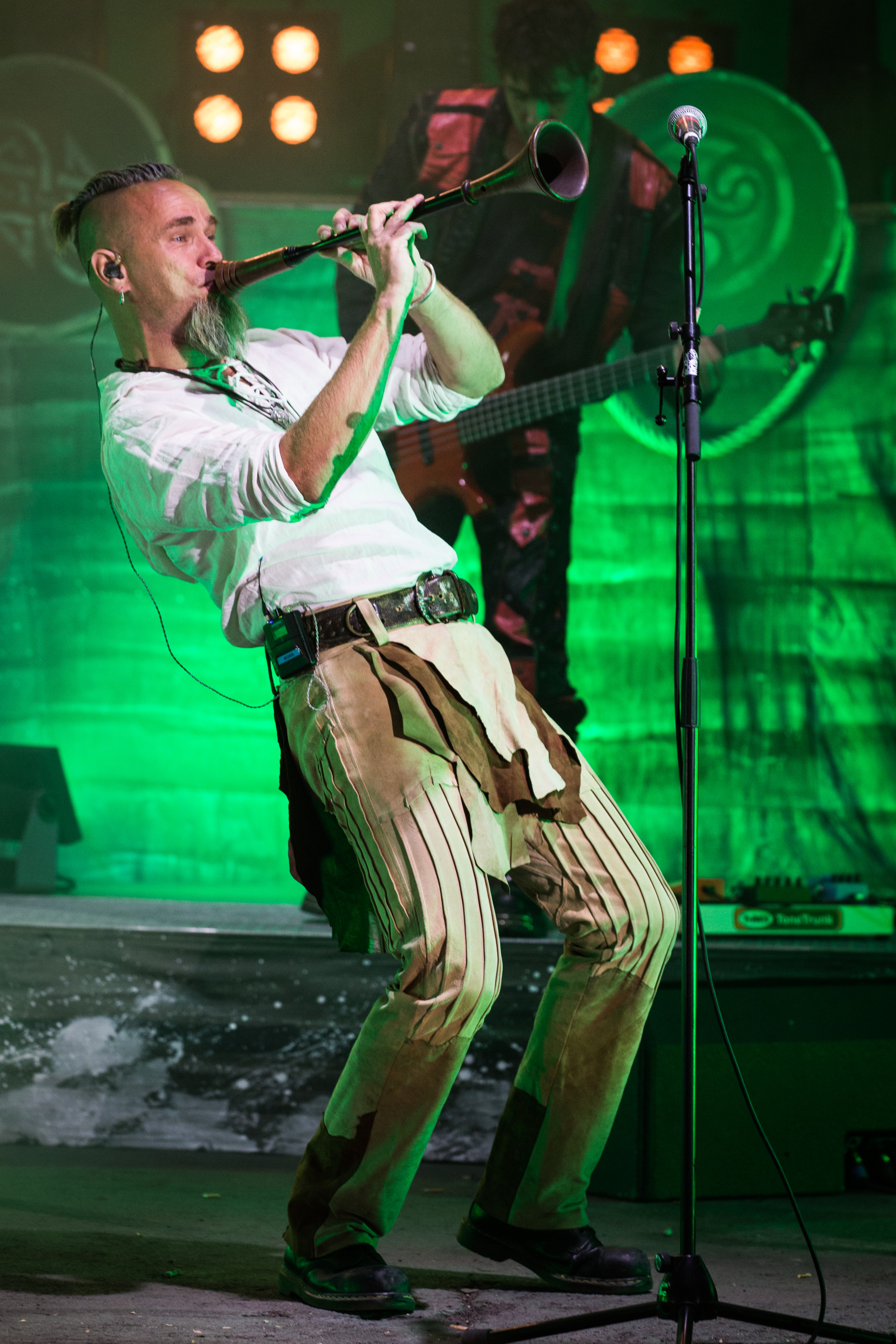
Rauschpfeife en Mi mineur grave (In Extremo)

On rencontre donc souvent la Marktsackpfeife et le Rauschpfeife ensemble  et ils se complètent sur scène et sur les enregistrements musicaux.

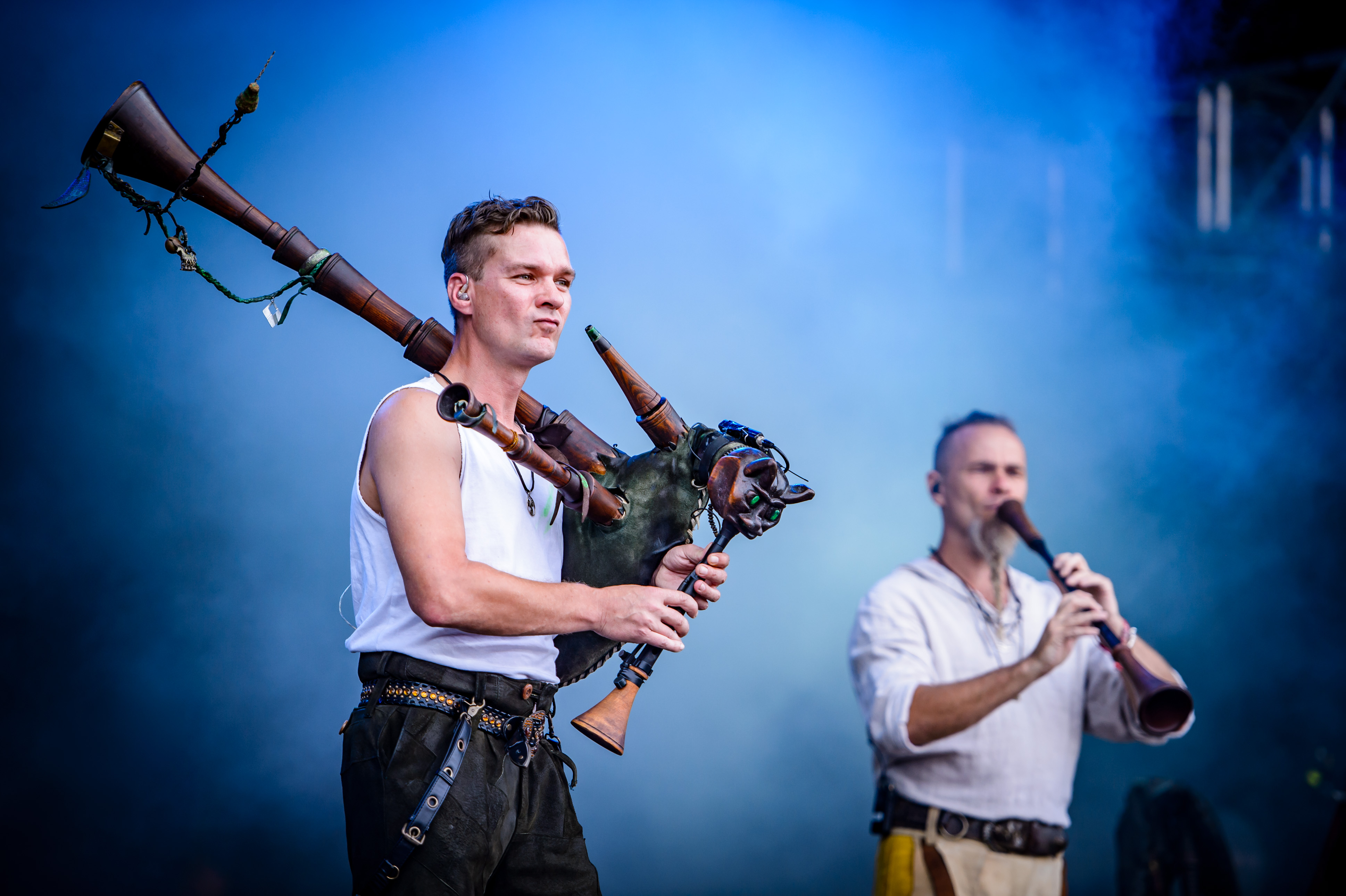
Marktsackpfeife avec un Rauschpfeife (In Extremo)

### Le chalumeau d'entraînement: L'Übungspfeife
Certains facteurs proposent depuis la fin des années 2000 des chalumeaux d'entraînement adaptés à la Marktsack, ils se nomment Übungspfeife ( traduit : chalumeau d'entrainement ).
L' Übungspfeife est l'équivalent du practice de la Cornemuse écossaise, mais adapté à la Marktsack, avec le même doigté et les mêmes notes jouables (sauf le Fa, qui est généré soit par l'ajout d'un second trou au majeur gauche, ou bien par semi-obturation par bouchon).
Il presente un aspect exterieur proche des Rauschpfeife ou parfois des practice de GHB, mais doté d'une perce cylindrique et non conique.
Ils jouent des notes d'une octave sous la Marktsack en La mineur : Sol2 à La3 , et avec un faible volume sonore.

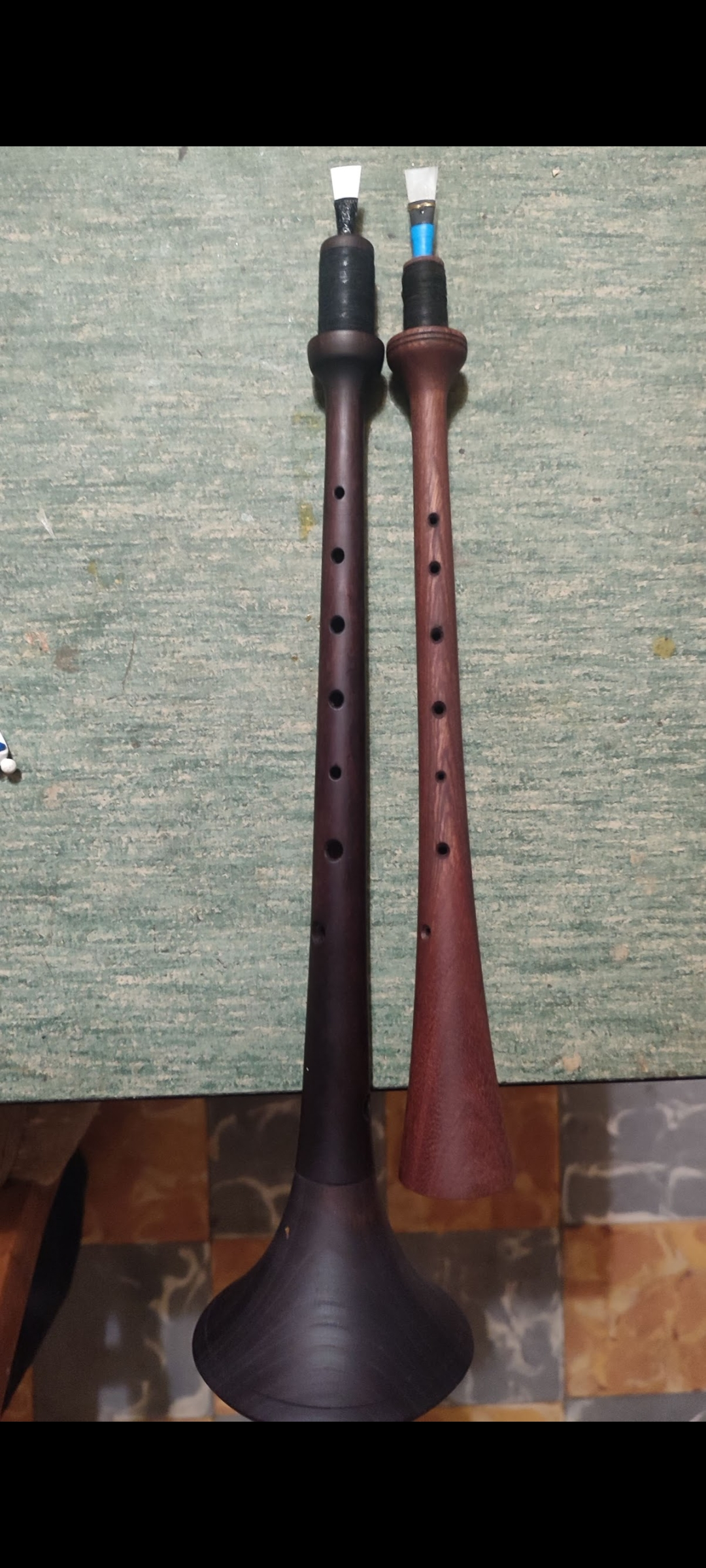
Chalumeaux de Marktsack & Rauschpfeife (à gauche) et Übungspfeife (à droite), sans leurs capsules

### Cornemuse électronique
Dans la même période, des fabricants de cornemuse électronique ont aussi adaptés des modèles (avec ou sans poche) pour pouvoir jouer comme sur une Marktsack, avec le même doigté, la même position des trous, de même tonalités et parfois avec des options de réglages permettant de changer de tonique et donc de gamme.
Il existe aussi des applications mobiles pour jouer sur smartphones et tablettes et incluant plusieurs types de cornemuses, dont la Marktsack et son doigté.

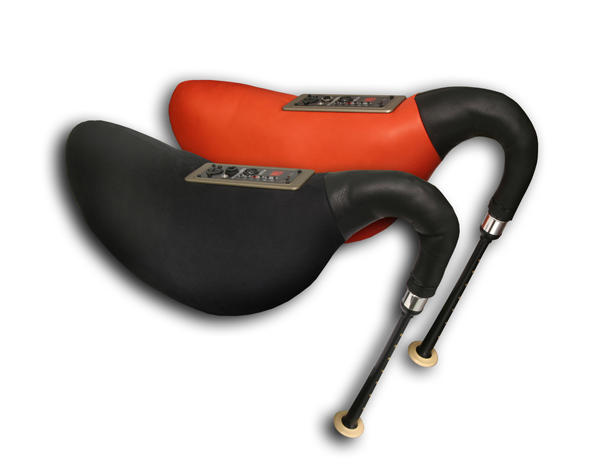
Cornemuse électronique Redpipe Classic

## Musique
La Marktsack a été créé en plein boom de la musique néo-médiévale et reste toujours au cœur de ce type de musique. Des groupes comme Corvus Corax, In Extremo, Tanzwut, Schelmish  et Saltatio Mortis  font partie de ceux qui ont popularisé l'instrument bien au-delà de ce que l'on appelle aujourd'hui la « musique médiévale ».
Ainsi des groupes plus récents se sont formés, comme Prima Nocta et  Cultus Ferox (pour les plus connus) et beaucoup de petites compagnies qui écument les fêtes médiévales comme Fabula Aetatis, Taurus Ferus, Spilldeyvel, Vermaledeyt [...] (Allemagne), Teufelstanz (Russie), Acus Vacuum (Belgique).
Encore peu répendu en France, certains groupes français l'utilise partiellement comme Bric à Drac, ou-bien principalement comme les troupes: Graoulish Barden, Rhésus, La compagnie Ars Moriendi, Tengri [...] .
Et sans oublier Roman Streisand (un des deux pères de la MSP) avec sa compagnie Spilwut, toujours en activité, depuis plus de 40 ans sur les marchés médiévaux.

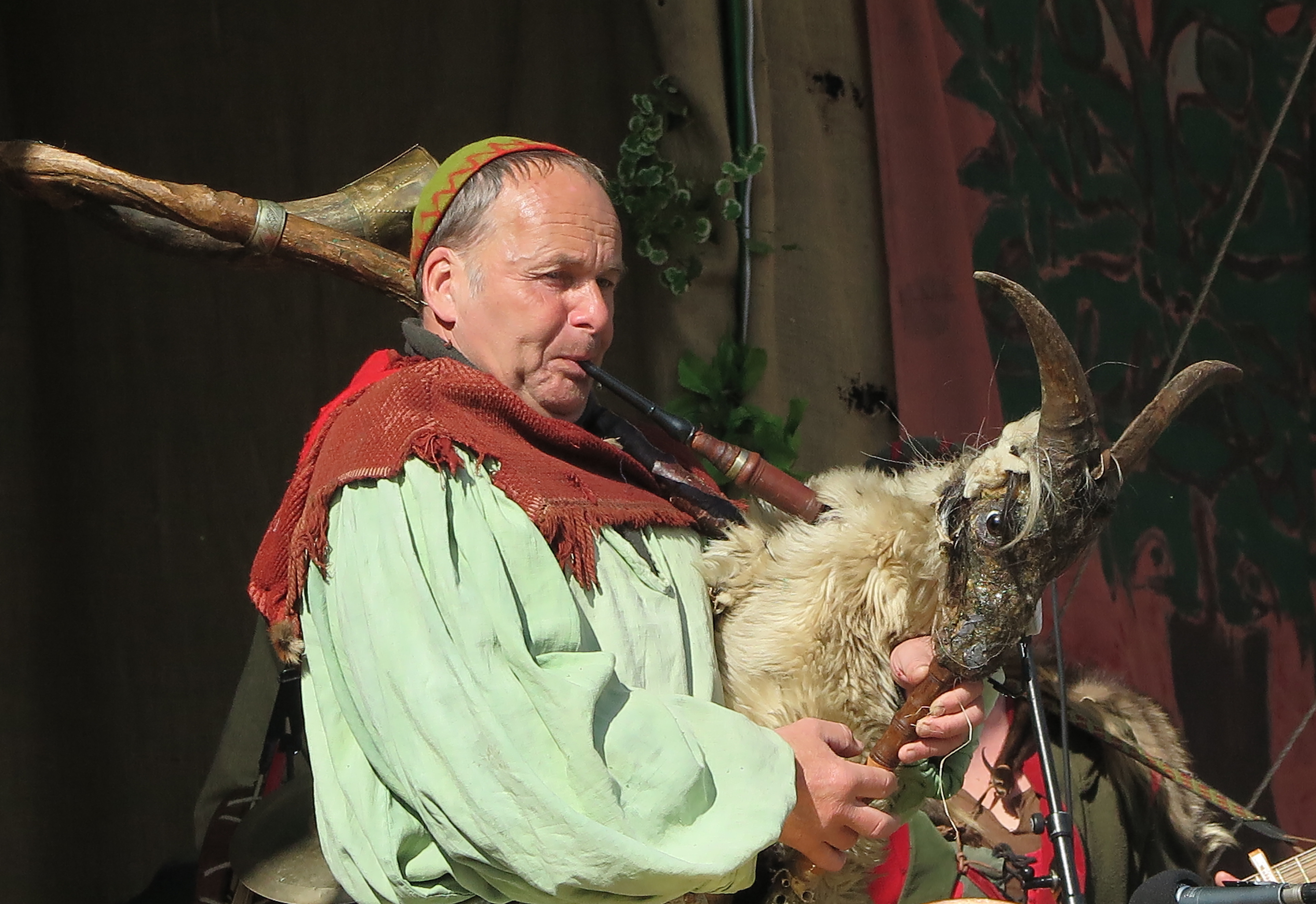
Roman Streisand
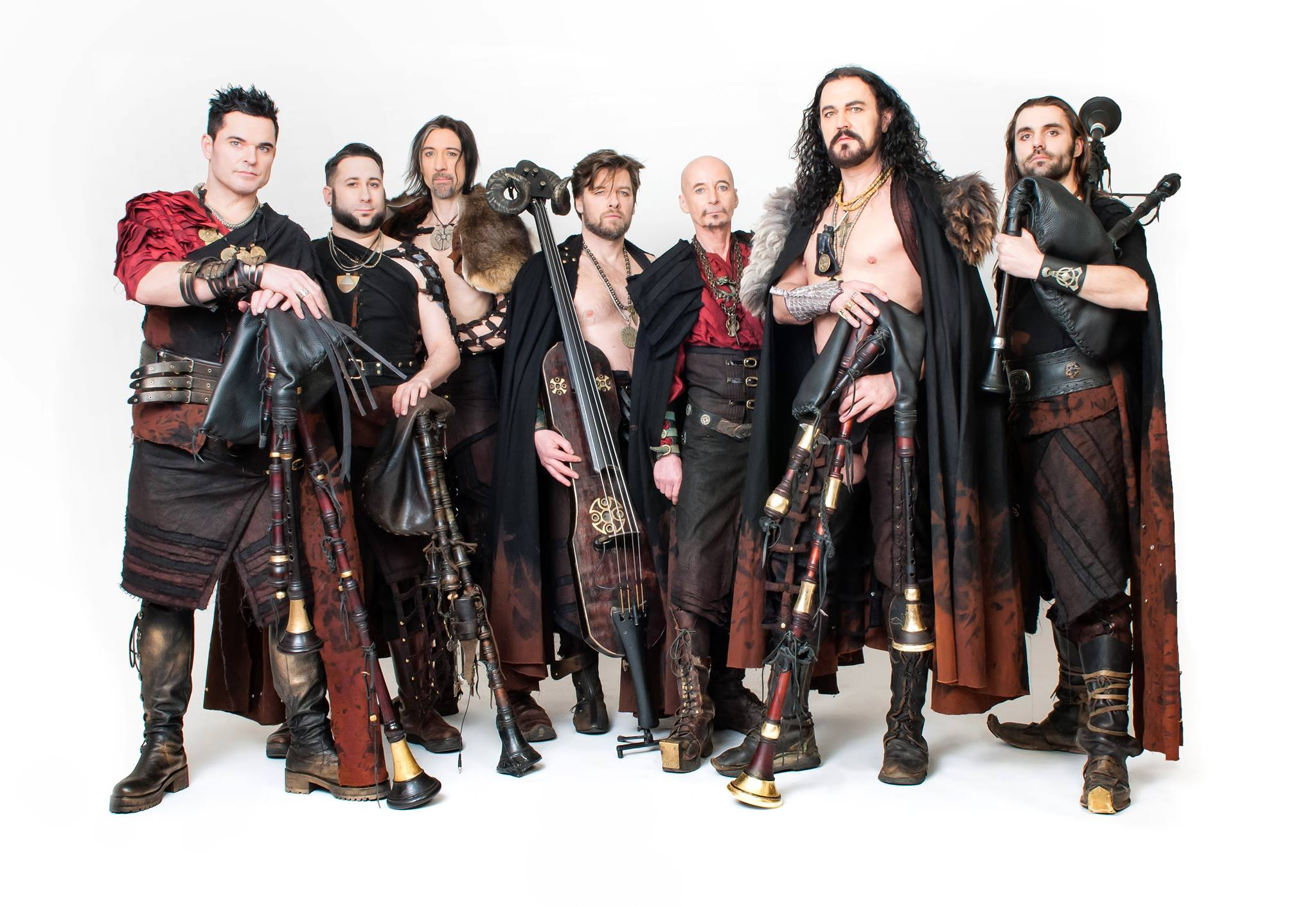
Corvus Corax, Référence médiéval et néo-médieval

### Le metal médiéval
De ce style est né le Medieval metal en associant formation médiévale et métal.
Ce style reprend des airs et des compositions médiévales historiques ou bien des airs totalement nouveaux avec une prédominance de la MSP et du Rauschpfeife, mais alourdis par la puissance de la guitare saturée, basse et batterie.

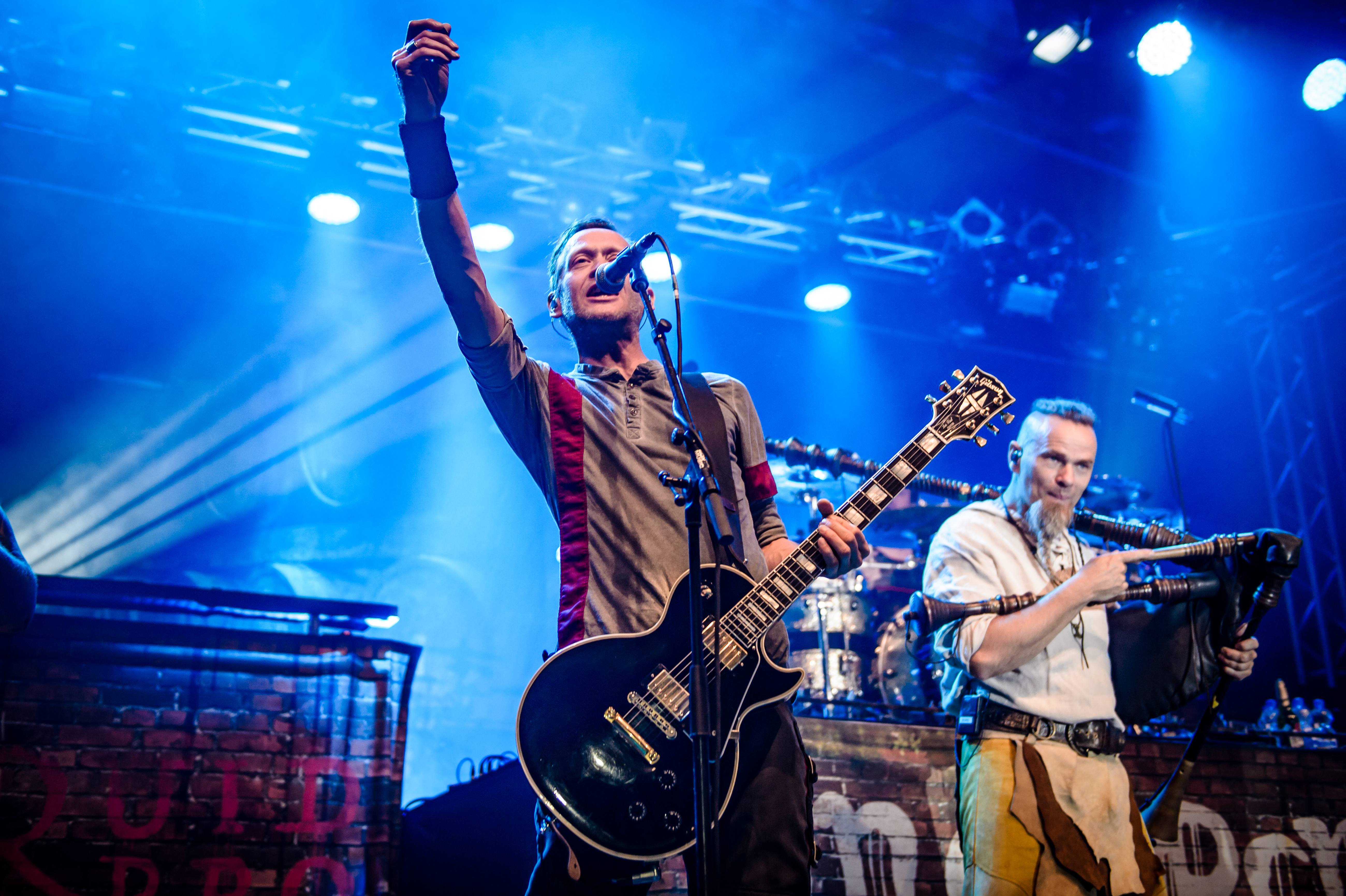
In Extremo, référence du Metal médiéval

## Galerie

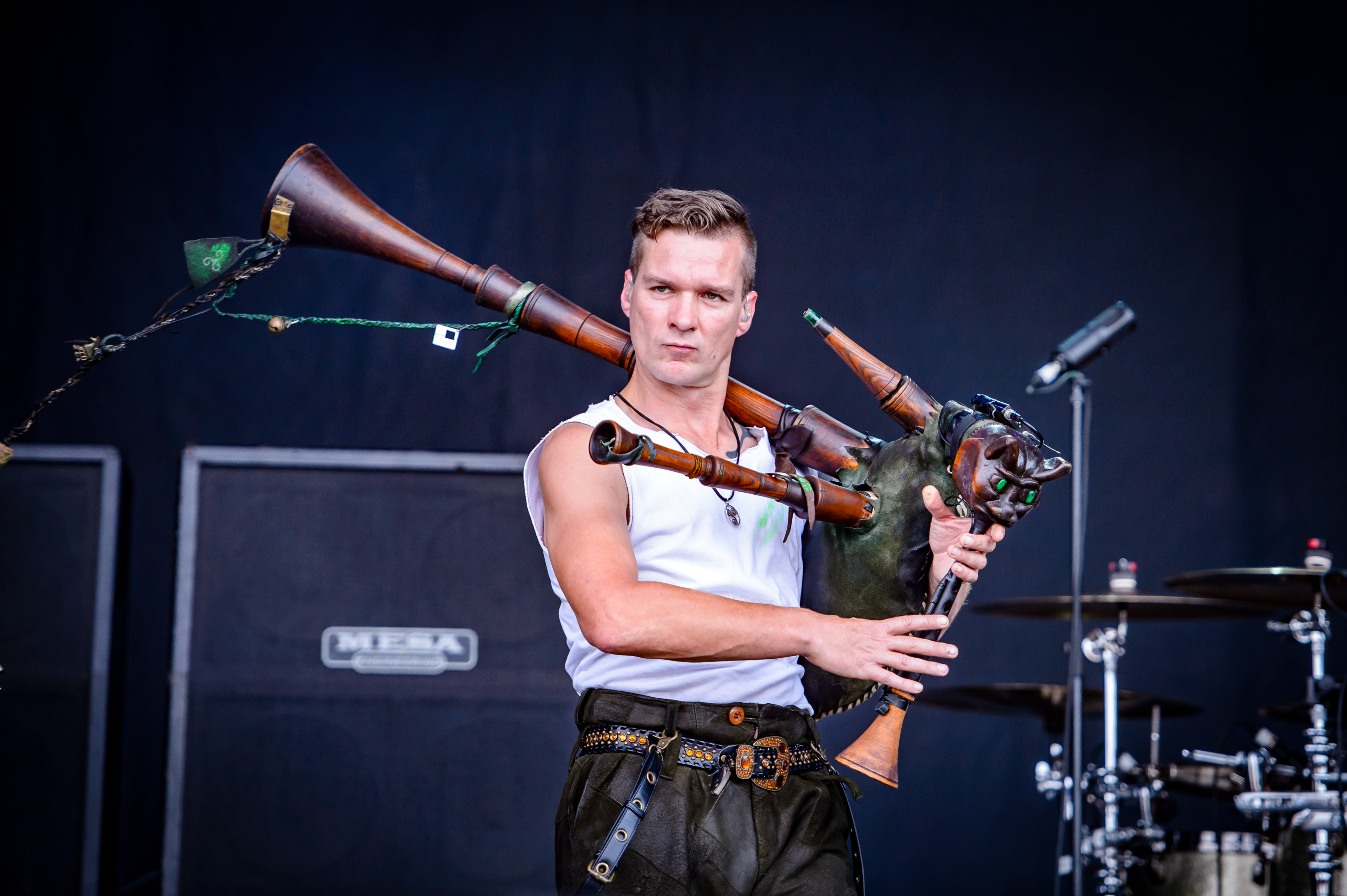
Marktsackpfeife en La mineur (Marco d'In Extremo).
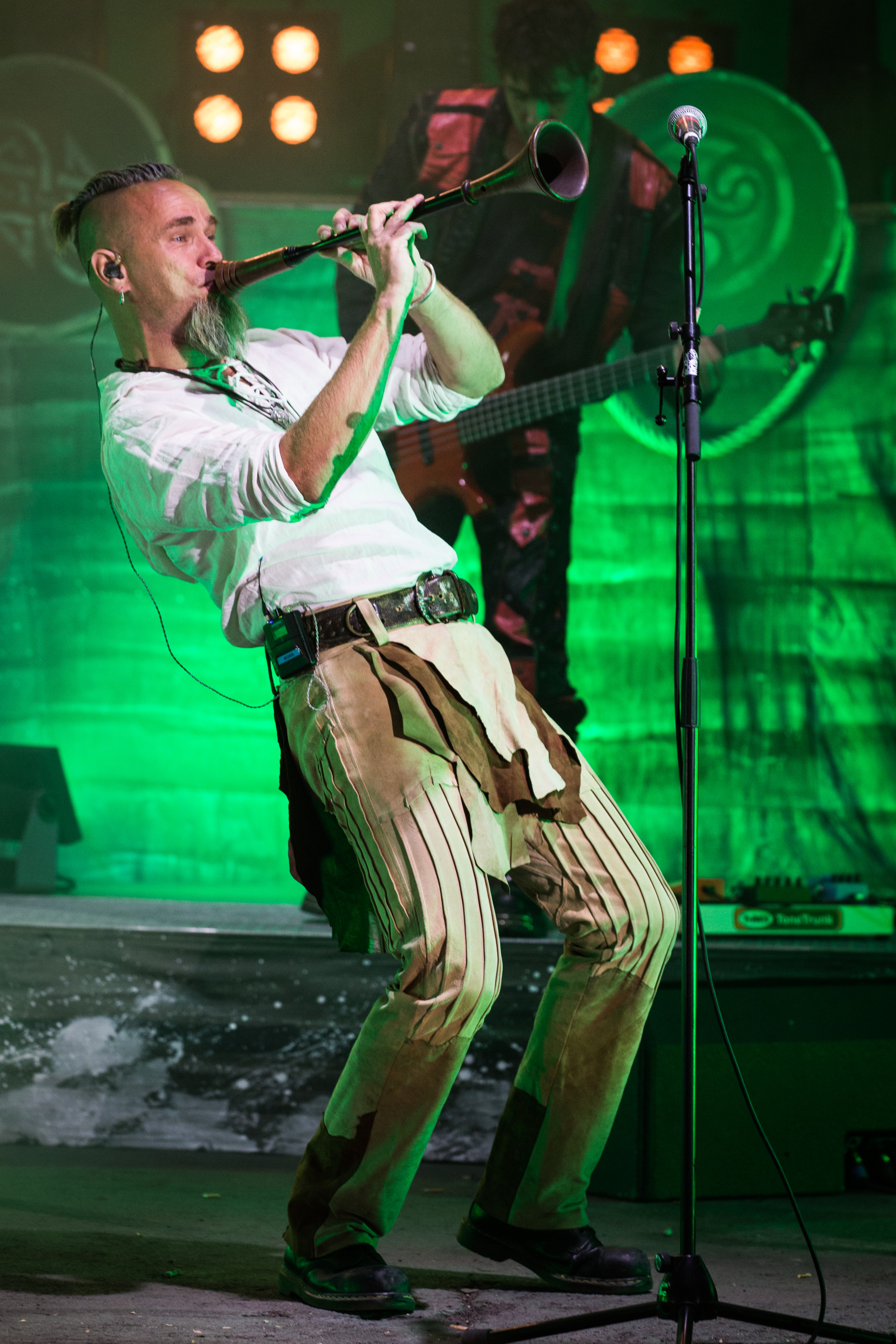
Rauschpfeife en Mi mineur grave (In Extremo).
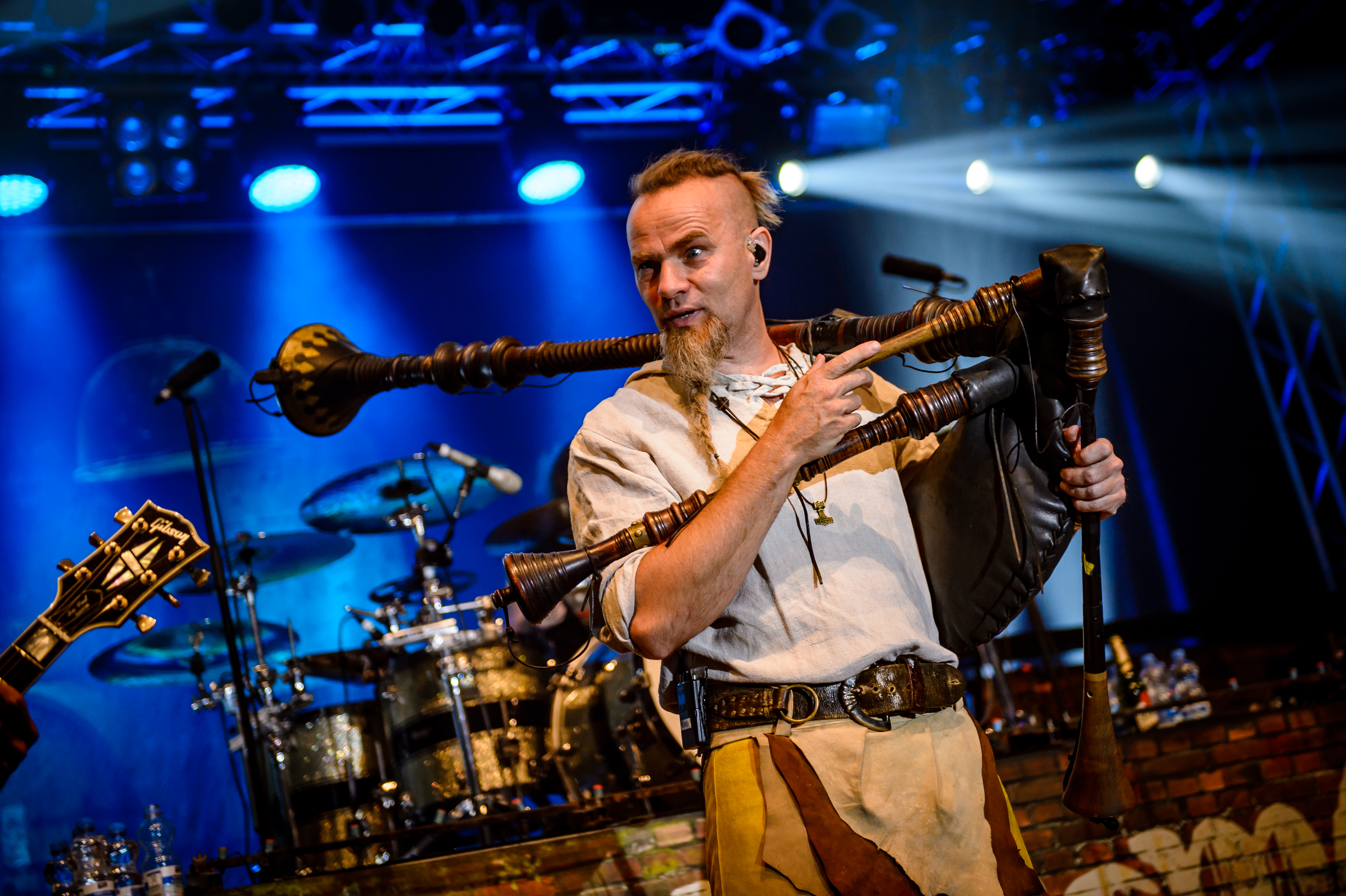
Marktsackpfeife en Ré mineur grave (Boris Pfeiffer d'In Extremo).

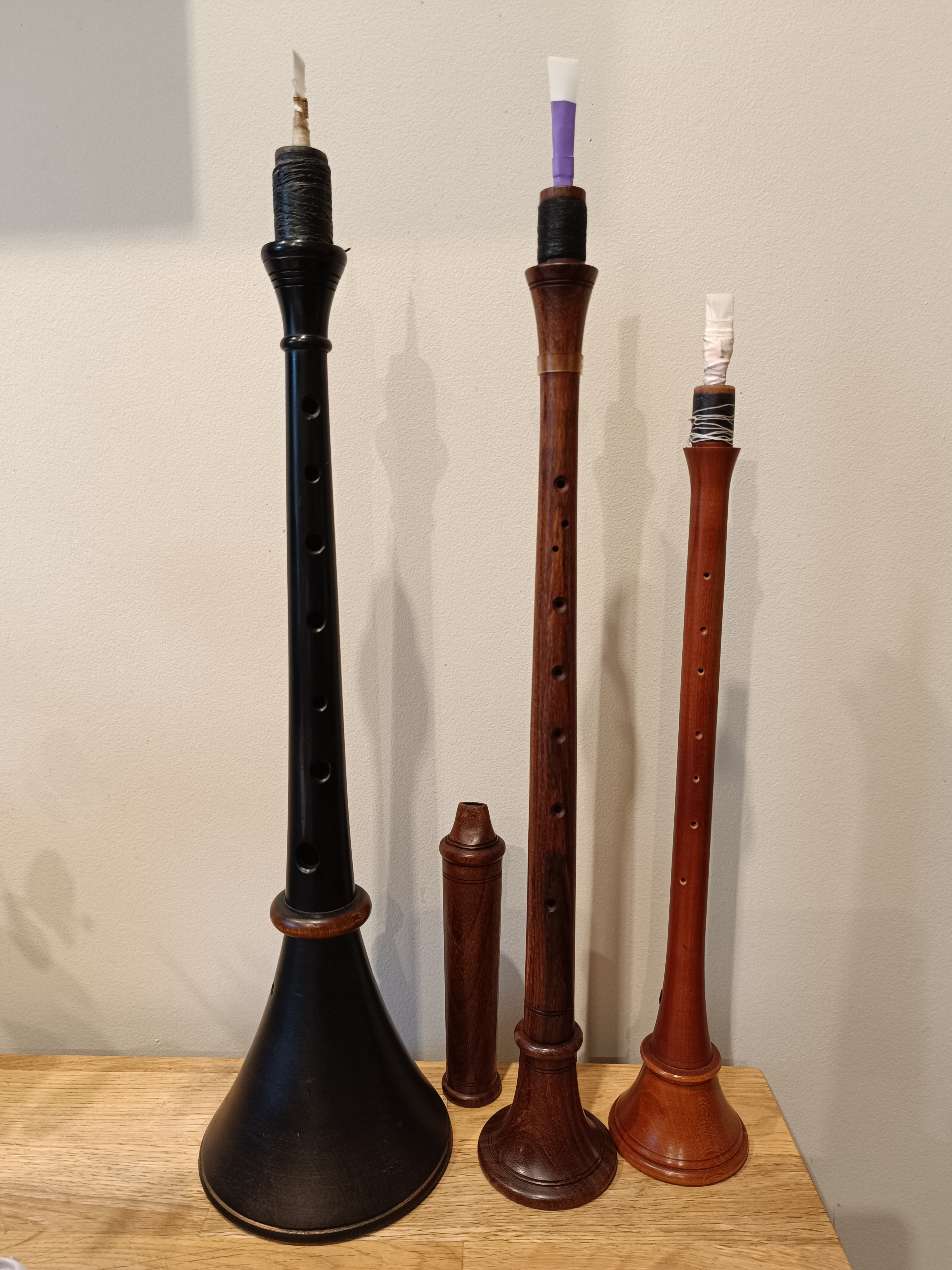
de gauche à droite: Hautbois de Marktsack ( & M-A Rauschpfeife), Übungspfeife, Hautbois de German Smallpipe en Ré 2 (soprano)

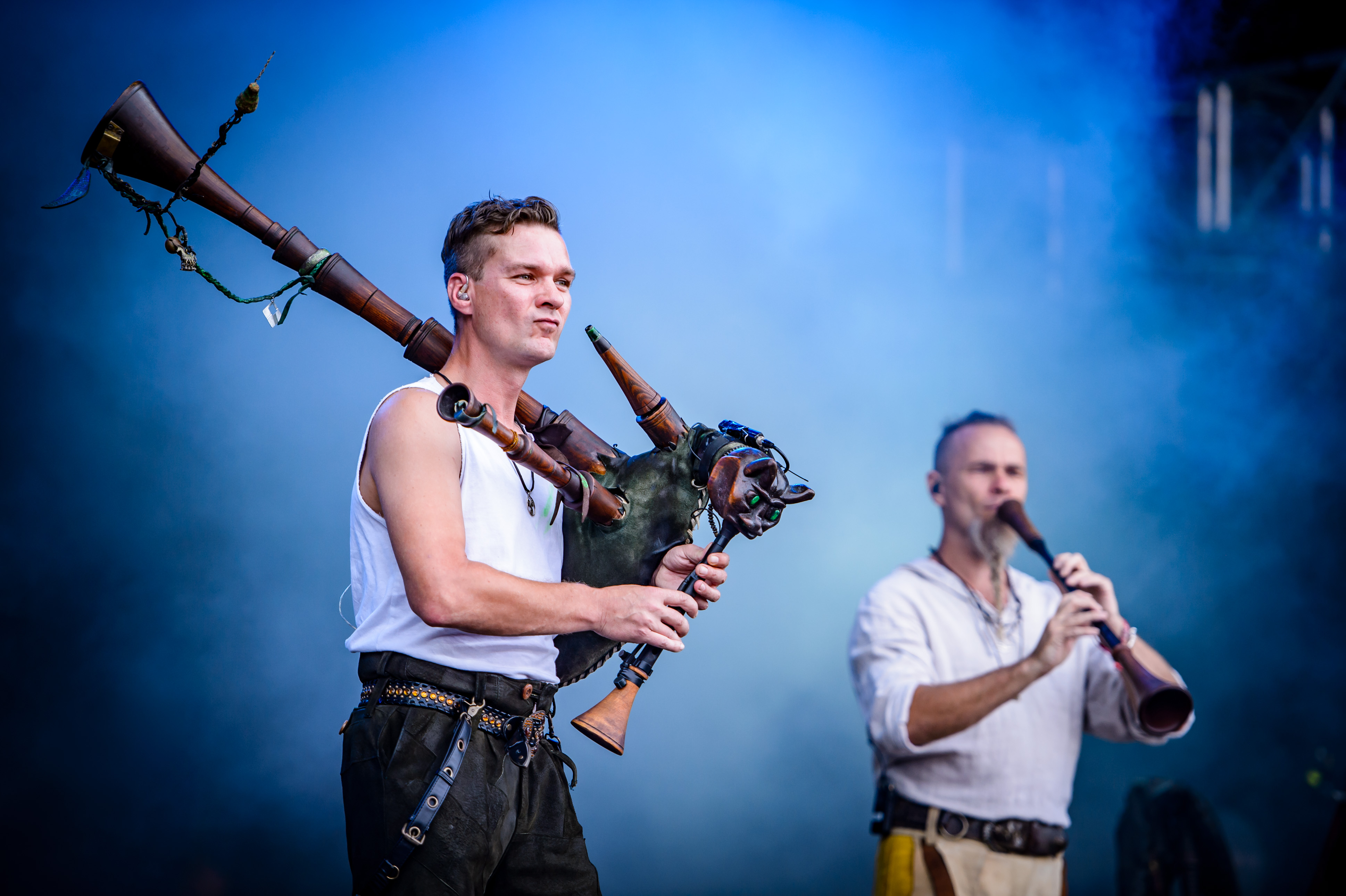
Marktsackpfeife avec un Rauschpfeife (In Extremo).
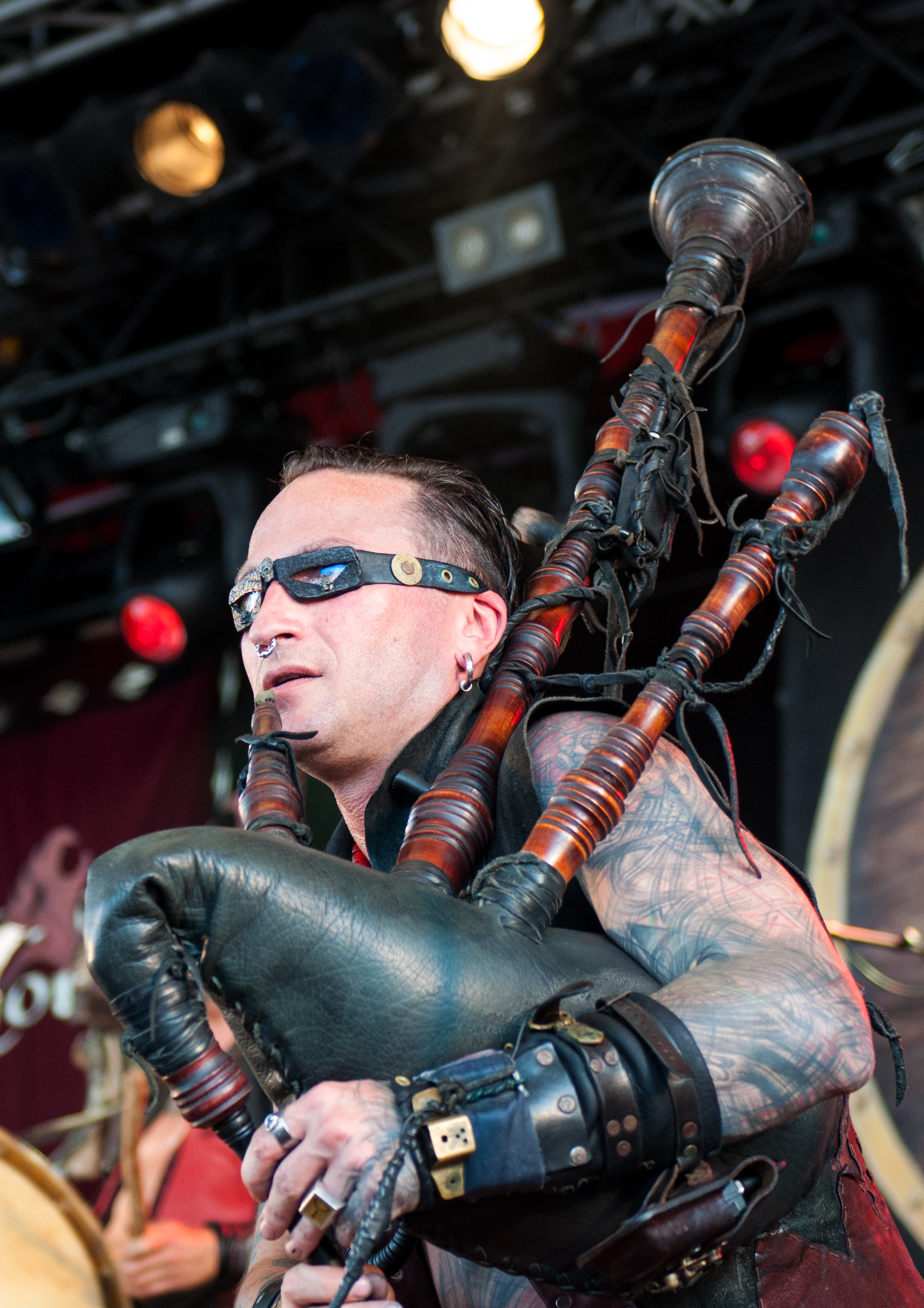
Marktsackpfeife (Corvus Corax Bagpipe).
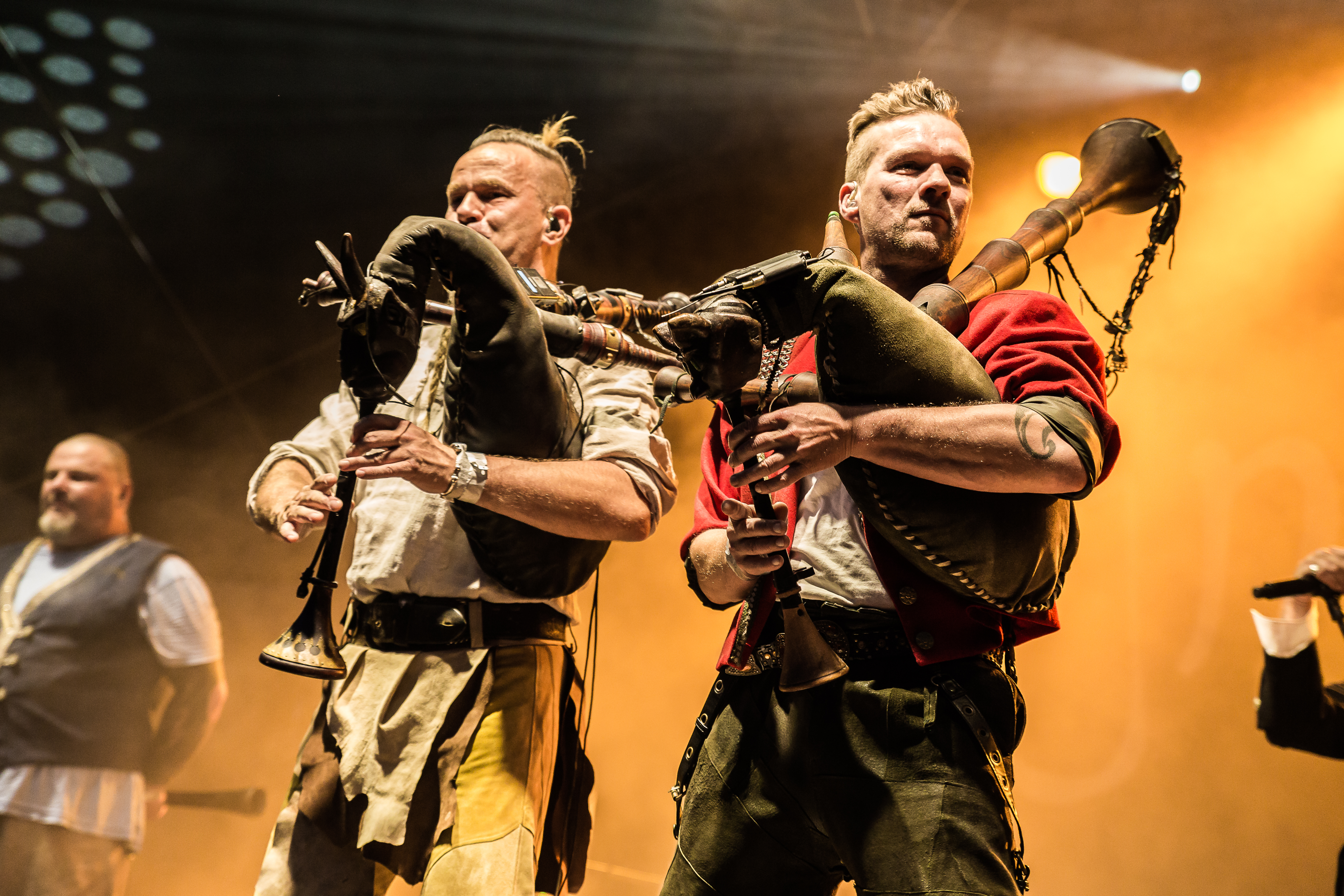
Marktsackpfeife en La mineur (standard), In Extremo.
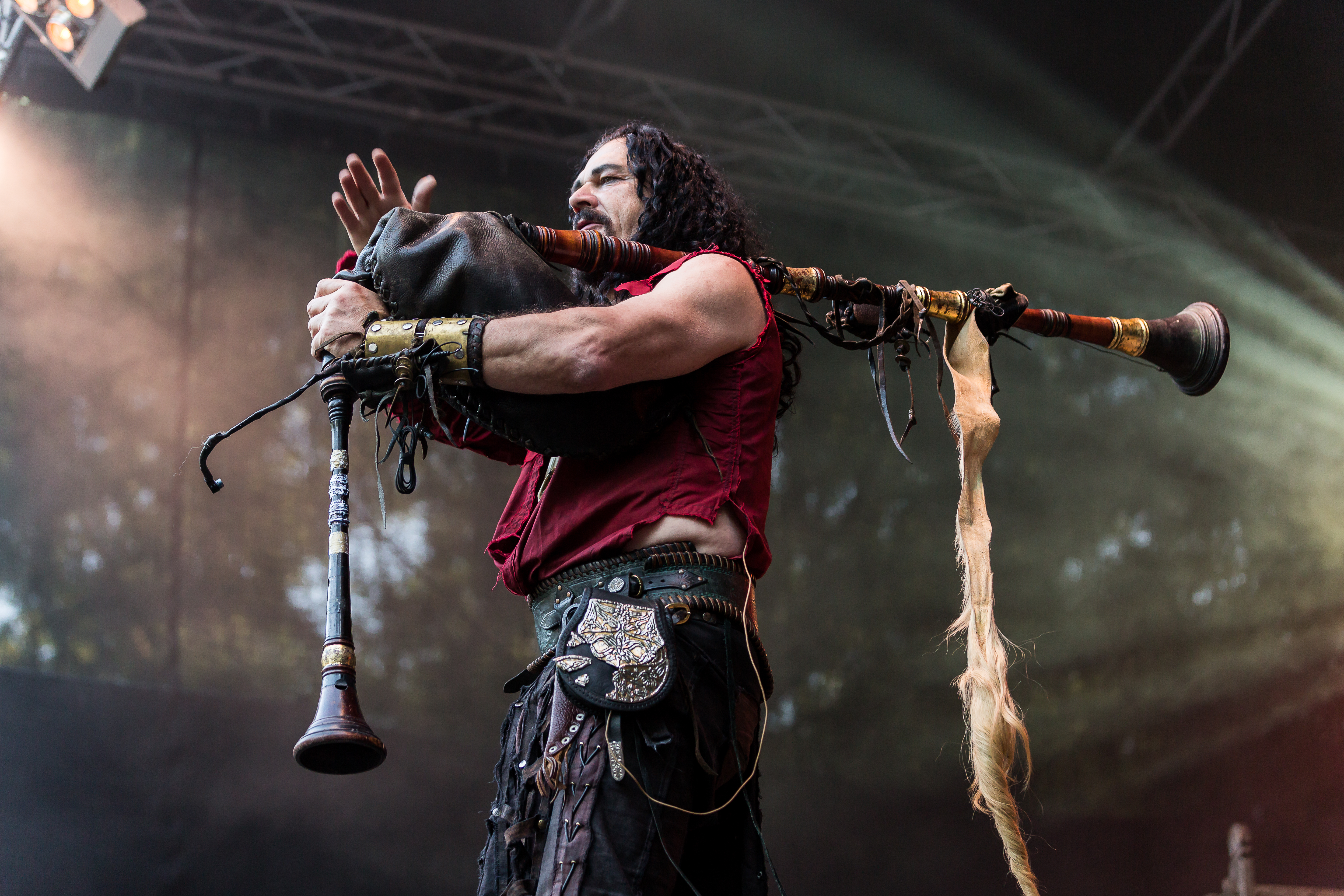
Marktsackpfeifen en Ré mineur grave (Castus de Corvus Corax).

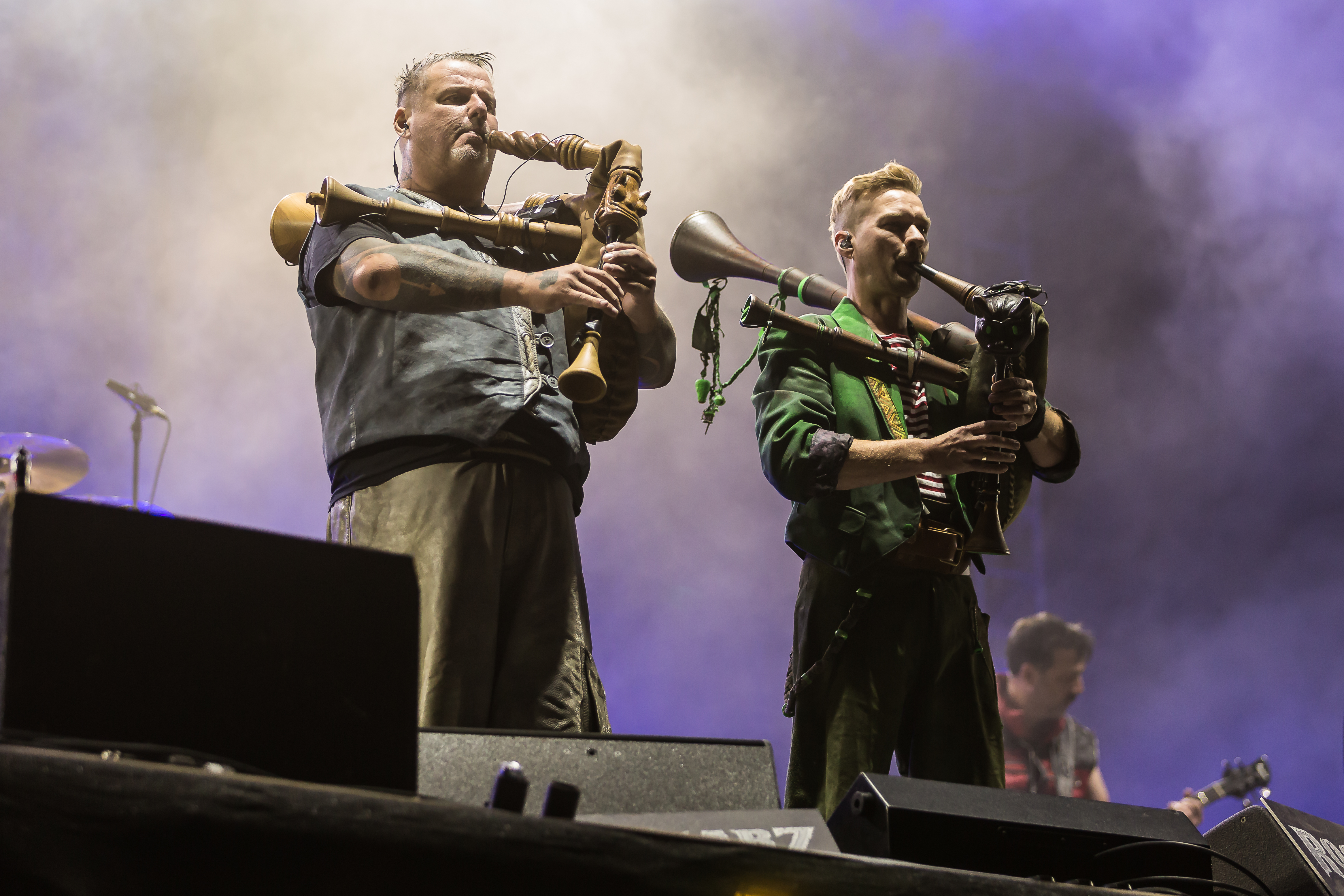
Marktsackpfeife en La Mineur (standard), In Extremo.
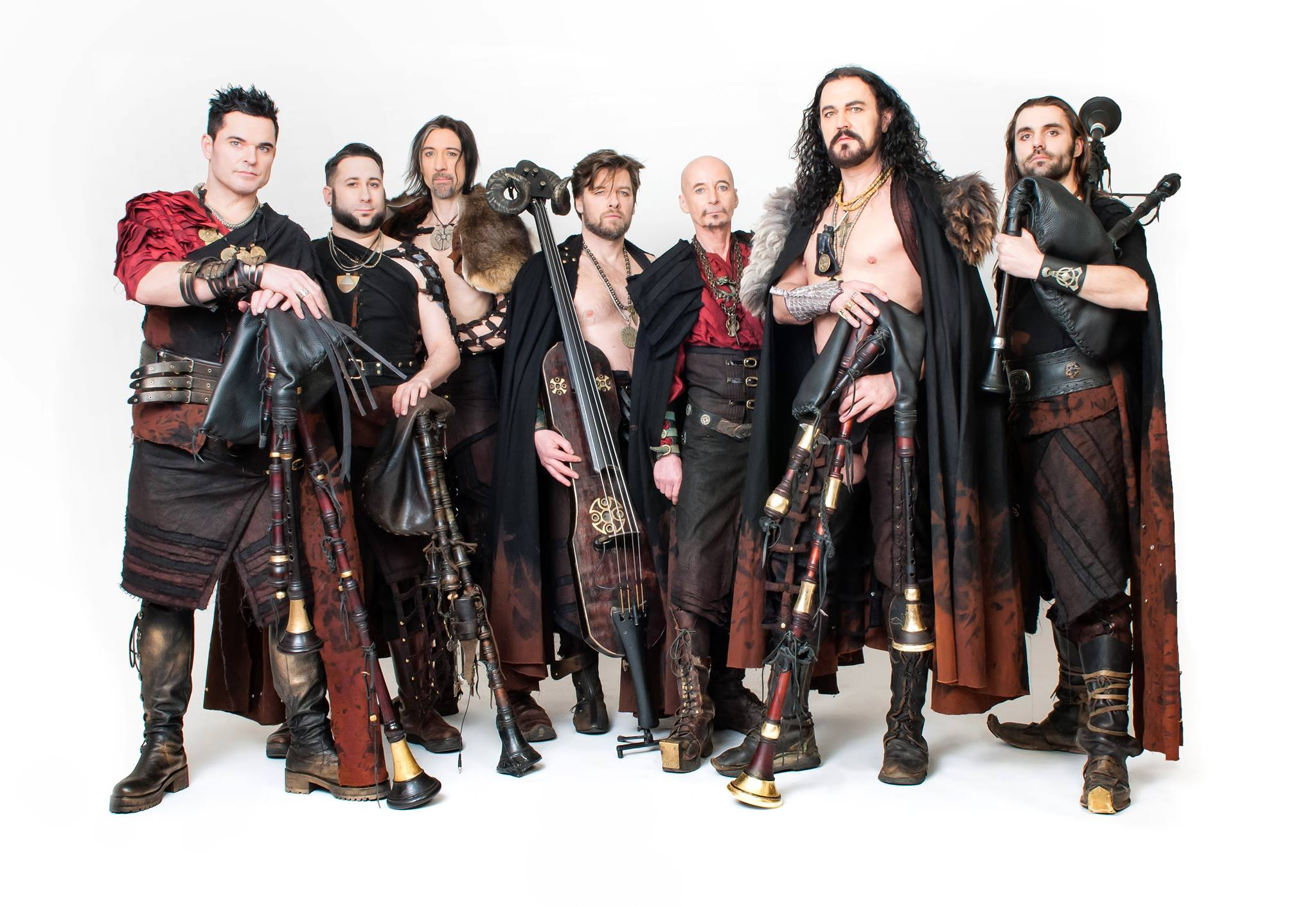
Corvus Corax, Référence médiéval et néo-médieval.
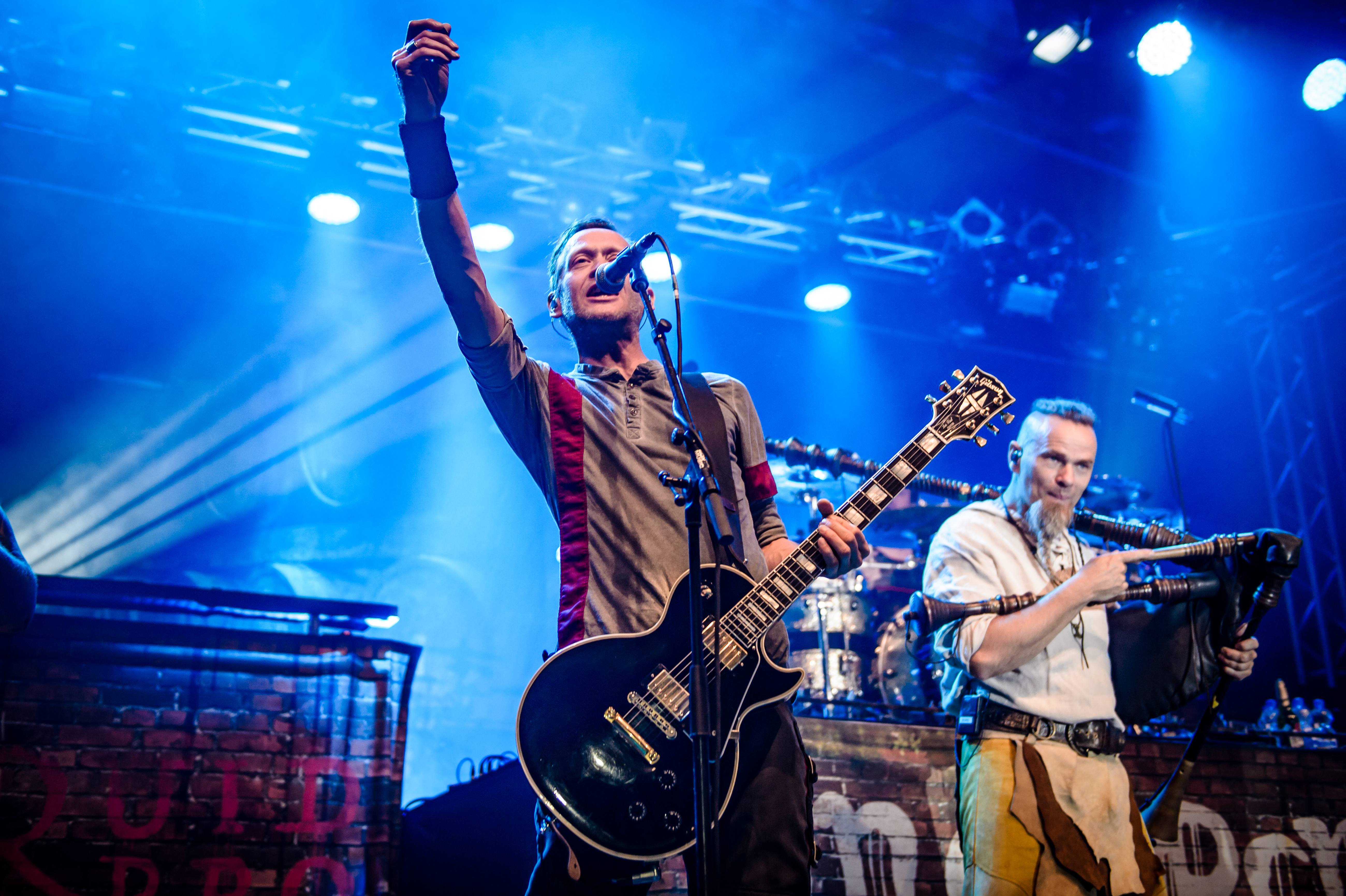
In Extremo, référence du Metal médiéval.
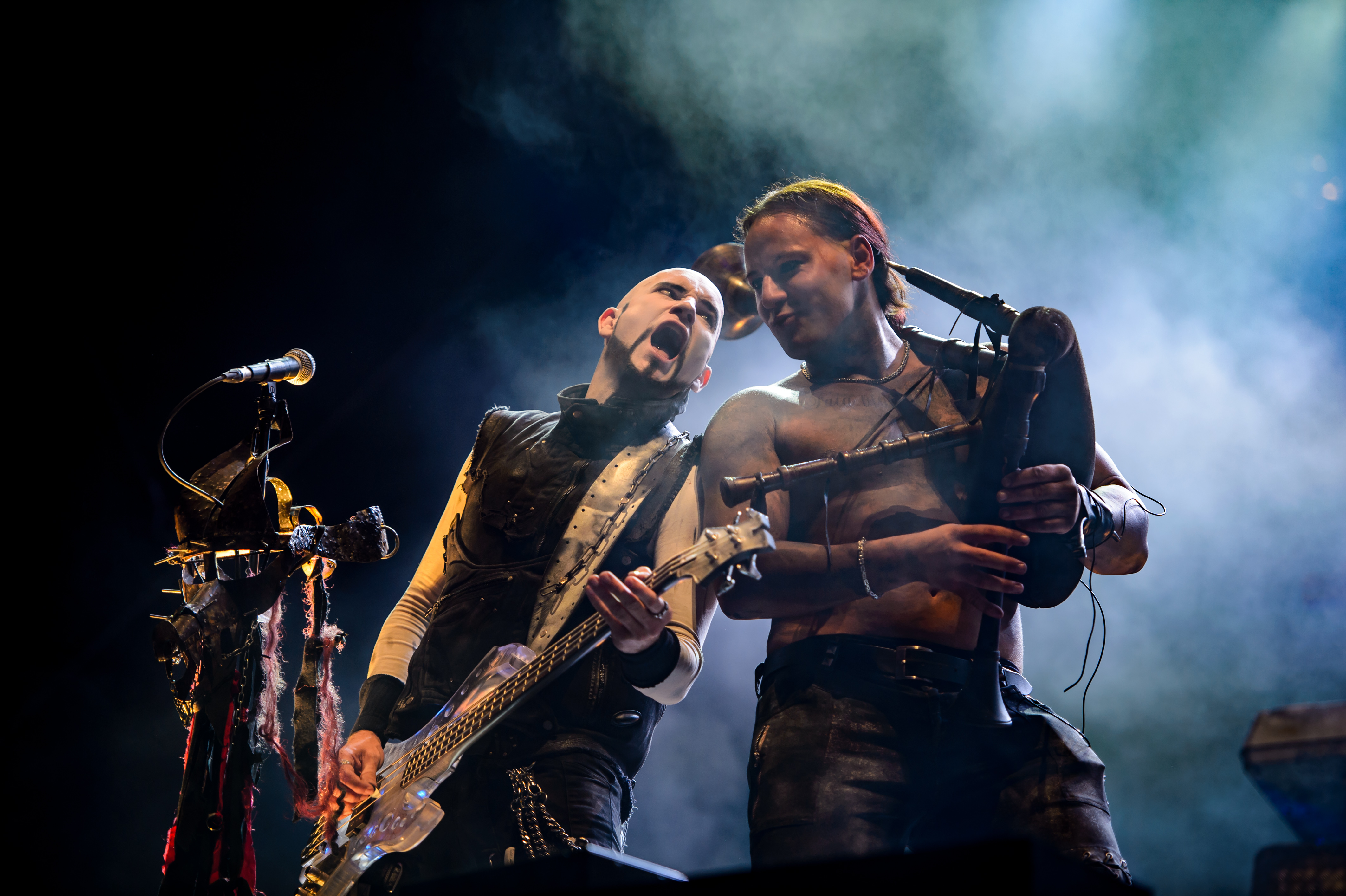
Tanzwut live 2016 (metal-indus-médiéval).

### Liens
- https://www.sackpfeifen-fibel.de/sackpfeifen-fibel-teil-1/
- https://www.sackpfeifen-fibel.de/sackpfeifen-fibel-teil-2/
- https://www.sackpfeifen-fibel.de/

### Ouvrages sur laMarktsackpfeife
(de) Thomas Zöller, Die Sackpfeifen-Fibel - Teil 1 : Lehrbuch für die mittelalterlichen Düdelsack, vol. 1, Verlag der Spielleute, coll. « Düdelsack Akademie », 2009, 80 p. (ISBN 3927240907, lire en ligne).
(de) Thomas Zöller, Die Sackpfeifen-Fibel - Teil 2 : Lehrbuch für fortgeschrittene  Spieler des mittelalterlichen Düdelsacks, vol. 2, Verlag der Spielleute, coll. « Düdelsack Akademie », 2012, 80 p. (ISBN 3927240974, lire en ligne).

### Ouvrages abordant l'histoire des Cornemuses Médiévales
Christian Brassy et Lionel Dieu, Instruments et musiques du Moyen Âge : Thèm' axe 7, Édition Musicales Lugdivine, coll. « Thèm' axe », 2008, 164 p. (ISBN 2-914040-62-8).
Claude Riot, Chants et instruments : Trouveurs et jongleurs au Moyen Âge, R.E.M.P.ART., Desclée de Brouwer, coll. « PATRIMOINE VIVANT », 1995, 118 p. (ISBN 2-904365-27-3).